# Jacek Kaczyński
Jacek Kaczyński (ur. 8 lipca 1973 w Warszawie) – polski dziennikarz, prezenter telewizyjny i producent filmowy, konferansjer.

## Życiorys
Pracę jako dziennikarz rozpoczął w 1992 r. Współpracował z Expressem Wieczornym oraz z Kulisami. W 1996 r. zaczął pracować w  polskiej telewizji muzycznej – Atomic TV, gdzie pełnił rolę prezentera i producenta. W tym samym czasie pracował jako prezenter dla Wizji TV, prowadząc programy Ex-Sektor i Przymierzalnia. W MTV przez cztery miesiące był producentem programów Pieprz, Dzika Szafa Grająca oraz weekendów tematycznych.
Następnie podjął współpracę z TVN, gdzie był gospodarzem programu Pub, wraz z zespołem Brathanki.
Pracował także dla Red Bulla. Koordynował globalny projekt Red Bull Music Academy New York 2001. Potem był prezenterem telewizji Polsat, gdzie prowadził reality show, takie jak: Amazonki (2001) i Łysi i blondynki oraz programy Strefa P i To się w głowie nie mieści w Telewizji TV4. Był także prezenterem stacji 4fun.tv.
W 2007 r. został dyrektorem programowym pierwszej w Polsce interaktywnej telewizji internetowej PinoTV. Rok później, w kwietniu 2008 r., to samo stanowisko objął w kanale tematycznym Polsat Play, gdzie prowadził program, talk-show zatytułowany Hard Rock Weekend. W maju 2012 r. objął stanowisko dyrektora produkcji Polo TV oraz stron internetowych Muratora.
W 2013 r. wystąpił w filmie Bartosza Walaszka Wściekłe pięści Węża 3 - Wściekły Wąż vs. Cyborg Zombie w roli Pana Szajby.